# هوغو لوبيز
هوغو لوبيز (بالإسبانية: Hugo López)‏ (15 مايو 1988 خيخون إسبانيا - ) هو لاعب كرة قدم إسباني .

## روابط خارجية
- هوغو لوبيز على موقع الاتحاد الأوربي (الإنجليزية)
- هوغو لوبيز على موقع قاعدة بيانات كرة القدم.إي يو (الإنجليزية)
- هوغو لوبيز على موقع Soccerway.com (الإنجليزية)
- هوغو لوبيز على موقع AS.com (الإسبانية)